# Parichvost (sedlo)
Sedlo Parichvost nazývané také Salatínské sedlo je malé sedlo v nadmořské výšce 1870 m v hlavním hřebeni Západních Tater mezi Brestovou a Salatínem. Tvoří závěr části Bobrovecké doliny zvané Zadné kotliny a také větší Salatínské doliny, v níž se nachází známé lyžařské středisko Spálená.

## Lavinové žlaby
Sedlo ohraničují strmé srázy na obě strany. Na stranu Salatínské doliny také spadá větší lavinový žleb.

## Přístup
- po červené  značce z Brestové, trvání 0:10 hodiny
- po červené  značce ze Salatínu, trvání 0:20 hodiny